# Vestkapp
Das Vestkapp (norwegisch für Westkap) ist ein markantes Kap an der Prinzessin-Martha-Küste des ostantarktischen Königin-Maud-Lands. Es entspringt der Front des Riiser-Larsen-Schelfeises und ragt rund 100 km westlich der Kraulberge ins Weddell-Meer.
Norwegische Kartographen, die das Kap auch benannten, kartierten es anhand von Luftaufnahmen der Norwegisch-Britisch-Schwedischen Antarktisexpedition (1949–1952).